# Dave Chambers (cầu thủ bóng đá)
David Martin Chambers (sinh ngày 6 tháng 6 năm 1947) là một cựu cầu thủ bóng đá người Anh thi đấu ở vị trí tiền vệ hay tiền vệ chạy cánh ở Football League cho Rotherham United, Southend United và York City, và ở bóng đá non-league cho Folkestone.